# Hemophilia
Hemophilia (còn được gọi là bệnh máu khó đông, bệnh ưa chảy máu) là hiện tượng cơ thể khó đông máu khi bị thương. Bệnh này chủ yếu do di truyền và có thể gây nguy hiểm vì cầm máu là cơ chế quan trọng trong việc làm lành vết thương. Bệnh nhân mắc hemophilia khi bị thương sẽ chảy máu lâu hơn và dễ bầm tím hơn bình thường.